# Trier Social Stress Test
Der Trier Social Stress Test (TSST) ist ein Verfahren der experimentellen Psychologie, welches bei der Mehrheit der im Labor getesteten Personen moderaten psychosozialen Stress auslöst und eine physiologische Stressreaktion, z. B. eine erhöhte Aktivität der HPA-Achse, hervorruft. In der Literatur wird er als reliables bio-psychologisches Instrument beschrieben, mit dessen Hilfe die Reagibilität des Organismus auf psychosozialen Stress untersucht werden kann. Zudem dient er als Verfahren, mit welchem Effekte von akutem Stress auf psychologische und physiologische Funktionen untersucht werden können. Der TSST gilt im Bereich der Stressforschung als eines der am häufigsten eingesetzten Forschungsinstrumente. Der TSST besteht üblicherweise aus einem kurzen simulierten Bewerbungsinterview und einer Kopfrechenaufgabe, die vor einem Gremium von 2–3 Personen absolviert werden. Der TSST ist standardisiert und vereint Elemente der sozialen Bewertung und der Unkontrollierbarkeit.

## Geschichte
Der Trier Social Stress Test (TSST) wurde durch die Arbeitsgruppe von Clemens Kirschbaum und Dirk Hellhammer an der Universität Trier entwickelt und im Jahr 1993 veröffentlicht. Auch vor 1993 existierten bereits verschiedene standardisierte Methoden der Stressinduktion, wie beispielsweise der Kaltwassertest. Allerdings ermöglichten die bis zu diesem Zeitpunkt eingesetzten Stresstests lediglich eine ungenügende oder nicht reliable Stimulation der HPA-Achse. So konnten lediglich kleine bis moderate Anstiege in den ACTH- und Cortisol-Konzentrationen hervorgerufen werden.
Um die Auswirkungen akuten Stresses auf menschliches Verhalten und Erleben untersuchen zu können, ist jedoch eine valide und reliable Methode der Stressinduktion notwendig.
Der TSST ermöglicht dies durch die Kombination verschiedener Arten stress-induzierender Aufgaben. Entsprechend können mittels des TSST starke Effekte auf verschiedene physiologische Stressmarker, wie dem ACTH, dem GH, Prolaktin sowie Blut- und Speichel-Kortisol hervorgerufen werden.
Seit der Entwicklung des TSST wurde dieser vielfach in der Stressforschung eingesetzt. Mittels des TSST konnten beispielsweise Geschlecht, genetische Einflüsse, Nikotin-, Alkohol- und Koffeinkonsum als für interindividuelle Unterschiede relevante Variablen herausgestellt werden. Zudem existiert mittlerweile eine breite Vielfalt an unterschiedlichen Variationen des TSST (für Kinder und Gruppen, als virtuelle Variante oder Kontrollbedingung etc.).

## Prozedere

### Durchführung
Nach dem Originalprotokoll von Kirschbaum et al. soll der TSST folgendermaßen durchgeführt werden:
1. Zehnminütige Vorbereitungszeit
2. Fünfminütige Aufgabe zur freien Rede, in der die Versuchspersonen vor „Managern“ argumentieren sollen, warum sie der beste Kandidat für die Stelle sind, für die sie sich bewerben möchten. Die Versuchspersonen erhalten die Informationen, dass die „Manager“ speziell geschult seien, um nonverbales Verhalten zu beobachten. Die Versuchsperson steht dementsprechend unter dauerhafter Beobachtung. Außerdem werde eine Stimmfrequenzanalyse des nonverbalen Verhaltens als Tonbandaufnahmen und eine Videoanalyse gemacht. Im Falle, dass die Versuchsperson vor Ablauf der fünf Minuten fertig ist, soll folgendes gesagt werden: Sie „haben noch etwas Zeit, bitte fahren Sie fort.“ Sollte die Versuchsperson erneut vor Ablauf der Zeit stoppen, so soll 20 Sekunden abgewartet werden und dann einige vorbereitete Fragen gestellt werden.
3. Nach 15 Minuten folgt eine fünfminütige serielle Subtraktionsaufgabe. Nach jedem Fehler muss der Proband hier neu beginnen.
4. Nach 20 Minuten sind die Aufgaben beendet und es folgt eine Nachbesprechung und anschließend 30–70 min Pause.[1]

### Allgemeine Empfehlungen
Aus den Ergebnissen einer 2017 erschienen Meta-Analyse lassen sich einige allgemeine Empfehlungen bezüglich des Studienprotokolls ableiten. Zum einen scheint Höhepunkt des Cortisol-Levels durchschnittlich nach 38 Minuten aufzutreten. Deshalb wird eine regelmäßige Messung 30–45 Minuten nach Beginn empfohlen. Die Frequenz früherer Cortisolproben kann also verringert werden, um Kosten zu reduzieren. Zum anderen geben die Autoren und Autorinnen zu bedenken, obwohl Befunde hierzu noch fehlen, dass die Nutzung eines intravenösen Katheters für die Entnahme von Blutproben möglicherweise zu einer Sensitivierung und somit zu einer erhöhten Stressreaktion führen könnte.
Des Weiteren sollten laut den Autoren und Autorinnen folgende Punkte des Original-Studienprotokolls eingehalten werden, um eine Vergleichbarkeit der Studienergebnisse zu ermöglichen. Erstens sollte ein gemischt-geschlechtliches Panel aus drei Personen eingesetzt werden, da ein rein weibliches Panel die Stressreaktion abzumildern scheint. Zweitens sollte der TSST bestenfalls am Nachmittag durchgeführt, da hier die geringste inter-individuelle Variation entsteht. Drittens sollte das Panel neutrales anstatt negatives Feedback geben, da dieses die Stressreaktion zu verringern scheint. Zuletzt merkten die Autoren und Autorinnen noch an, dass in der Subtraktionsaufgabe 13er-Schritte genutzt werden sollten.

## Gütekriterien

### Reliabilität
Der TSST ist ein reliabler und valider akuter Stressor, der unter experimentellen Konditionen verwendet werden kann. Aufgrund hoher Effektstärken und hoher Reliabilität ist der TSST zu einem weltweiten Standard für psychologische Stressinduktion unter kontrollierten Bedingungen geworden.
Das Verfahren induziert eine konsistente reliable physiologische und psychologische Stressantwort bei der Mehrzahl von Probanden. Konkret aktiviert der TSST die Stressachse der Hypothalamus-Hypophysen-Nebennierenrinde (HPA) zuverlässig und löst eine zwei- bis dreifache Ausschüttung des Hormons Cortisol (im Vergleich zu nicht-stressbedingten Kontrollbedingungen) bei etwa 70–80 % der Teilnehmer aus. Die experimentellen Bedingungen während der Durchführung des TSST sind hoch standardisiert und es bestehen konkrete Vorgaben bezüglich der Durchführung, der Rahmenbedingungen, als auch des Verhaltens des Versuchsleiters und des Gremiums, welche die Stressantwort beeinflussen könnten.

### Validität
Es gibt aktuell noch wenig Befunde zur Validität des TSST.
Es hat sich aber herausgestellt, dass ältere Erwachsene im Vergleich zu jüngeren Erwachsenen geringere Cortisol- sowie ACTH-Reaktionen auf den TSST zeigten.
Zudem induzierte der TSST, durch die Kombination einer Reihe stressvoller Komponenten, Stress bei der Mehrheit der Teilnehmer zuverlässiger als seine Komponenten (z. B. öffentliches Reden) einzeln betrachtet.

#### Ökologische Validität
Eine erste Studie zur ökologischen Validität des TSST zeigte, dass die Stressreaktion, die dieser auslöst, eine hohe Übereinstimmung mit Stressreaktionen im wahren Leben, wie der einer mündlichen Prüfung, aufweist.

### Objektivität

#### Durchführungsobjektivität
Das ursprüngliche Protokoll des TSST von Kirschbaum, Pirke und Hellhammer (1993) beinhaltet die Empfehlung, dass alle Mitglieder des Gremiums ein strikt neutrales Verhalten gegenüber den Versuchspersonen während der öffentlichen Redeaufgabe (dem simulierten Bewerbungsgespräch) und der seriellen Subtraktionsaufgabe zeigen. Dabei sollte das Gremium keine soziale Unterstützung geben. Dieses neutrale Verhalten der Mitglieder des Gremiums trägt dazu bei, dass Versuchspersonen die Erfahrung der Unkontrollierbarkeit machen, und dass die HPA-Achse und das sympathische Nervensystem erfolgreich aktiviert werden.
Methodisch gibt es eine bemerkenswerte Variabilität in der Art und Weise, wie das TSST-Protokoll in den verschiedenen Laboren durchgeführt wird. Dies ist weitgehend auf die relativ kurze methodische Beschreibung des TSST-Prokolls in der Originalarbeit von Kirschbaum und Kollegen (1993) zurückzuführen und darauf, dass es bisher viele Studien versäumt haben, über ihre spezifische Methodik ausführlich zu berichten.

## Indikatoren

### HPA-Achsen-Aktivität
Der TSST wurde entwickelt, um eine große HPA-Achsen-Aktivität bei den meisten Studienteilnehmern auszulösen. Studien haben mittlerweile gezeigt, dass nach dem TSST die HPA-Achsen-Aktivität signifikant erhöht ist. Dies zeigt sich vor allem im Anstieg der Hormone Cortisol, welches durch die Nebenniere freigesetzt wird, und ACTH, das von der Hypophyse freigesetzt wird. Serum und Plasma Cortisol sowie ACTH sind direkt nach Ende des TSST signifikant erhöht. 10 Minuten später erreicht auch der Speichel Cortisol seinen Höhepunkt, dabei ist die Speichel Cortisol Reaktion hoch korreliert mit Cortisol aus Serum und Plasma und gilt als bester Index zur Messung des durch den TSST ausgelösten akuten Stresses. Beim Speichel Cortisol hat man durchschnittlich eine 2- bis 3-fache Erhöhung bei 70–85 % der Studienteilnehmer gefunden. Ungefähr 90 Minuten nach Beginn des TSST gehen die Cortisol-Werte zurück auf ihr Baseline-Level.

### SAM System
Die Hormone Norepinephrin (NE) und Epinephrin (E), freigesetzt durch die adrenale Medulla und gemessen im Blut, sind nach dem TSST deutlich erhöht. Sie dienen als Indikatoren für die Stress-Reaktion auf dem Level des autonomen Nervensystems (ANS), spezifisch des sympathischen (SNS). Ein weiterer Indikator, der in diesem Zusammenhang diskutiert wird, ist das Enzym Alpha-Amylase (sAA), das in Speichelproben erhoben werden kann. Studien haben einen Anstieg von sAA nach dem TSST, mit Höhepunkt direkt nach dessen Ende, gefunden. Da die Speicheldrüsen vom ANS innerviert sind, wurde die Hypothese aufgestellt, dass die Veränderungen in sAA, catecholaminerge Veränderungen (z. B. NE) reflektieren. Diese hingen dann wiederum mit erhöhter Aktivität des SAM-Systems zusammen. Allerdings sind Studienbefunde, die den Zusammenhang von sAA- und NE/E-Reaktion auf den TSST (und somit psychologischen Stress) untersuchen, widersprüchlich. Einige Studien fanden keine Korrelation zwischen sAA- und NE-Reaktion auf den TSST und andere fanden einen moderaten Zusammenhang. Für physiologischen Stress, z. B. sportliche Aktivität, korrelieren die Reaktionen signifikant miteinander. Der Anstieg der Speichel Alpha-Amylase, als Reaktion auf akuten psychologischen Stress, wird jedoch als valider und reliabler Stressmarker auf dem Level des ANS gesehen.

### Kardiovaskuläre Maße
Die Herzrate ist während des TSST signifikant erhöht und sinkt direkt nach dessen Ende auf ihr Baseline-Level zurück. Studienergebnisse zu Veränderungen der Herzratenvariabilität (HRV) und des Blutdrucks im Zusammenhang mit dem TSST sind gemischt. So fanden einige Studien Veränderungen in der HRV und andere nicht. Im Bezug auf den Blutdruck wurde ein Anstieg des systolischen Blutdrucks gefunden und in manchen Studien auch ein Anstieg des diastolischen Blutdrucks.

### Andere Hormone
Die Originalstudie von Kirschbaum, Pirke & Hellhammer (1993) fand auch Veränderungen in den von der Hypophyse gebildeten Hormonen Prolaktin und Somatropin. Beide Hormone stiegen in Reaktion auf den TSST signifikant an. Bei Prolaktin lag der Höhepunkt direkt nach Ende des TSSTs und der Höhepunkt von Somatropin lag bei ca. 40 Minuten nach Ende des TSSTs. Dabei wurde ein durchschnittlicher Anstieg von 30 % bei Prolaktin und 700 % bei Somatropin über dem Ausgangslevel festgestellt. Studienbefunde zur Reaktion von Prolaktin auf akuten Stress sind nicht konsistent. Lennartsson & Jonsdottir (2011) fanden in ihrer Studie ebenfalls erhöhte Prolaktin-Werte nach dem TSST, wobei kein Geschlechter-Effekt gefunden wurde. Das Ausmaß der Prolaktin-Reaktion auf den TSST war individuell sehr verschieden bei den Studienteilnehmern.

### Subjektives Stresserleben
Beim Erheben des TSST wird meist auch das subjektive Stresserleben der teilnehmenden Probanden mittels Fragebögen erfragt. Viele empirische Studien versuchen den Zusammenhang zwischen dem subjektiv wahrgenommenen Stress und der gemessenen Cortisolantwort im Speichel zu untersuchen. Die Ergebnislage bezüglich dessen ist inkonsistent. Eine Übersichtsarbeit, welche insgesamt 49 Studien bezüglich dieses Zusammenhangs einbezieht, berichtet, dass 25 Prozent der Studien eine signifikante Korrelation zwischen der Cortisolantwort und dem wahrgenommenen emotionalen Stress gefunden haben. Zwischen anderen biologischen Markern wie der Alpha-Amylase im Speichel und dem subjektiven Stressempfinden wurden keine signifikanten Korrelationen gefunden. Ebenfalls 25 Prozent der untersuchten Studien berichten über eine signifikante Verbindung zwischen kardiovaskulären Messungen und dem subjektiven Stressempfinden.
Ein Problem bei den bisherigen Studien ist der Erhebungszeitpunkt von psychologischen Maßen, die das Stresserleben abbilden sollen. Der Großteil der Studien erhebt subjektives Stresserleben nur vor oder nach dem TSST, wobei fragwürdig ist inwieweit Prä-TSST-Werte als Baseline genutzt werden können (Antizipation) und Post-TSST-Werte möglicherweise bereits durch die beginnende Erholung beeinflusst werden. Eine Studie von Hellhammer und Schubert (2012) zeigt beispielsweise, dass Post-TSST-Werte subjektiven Stresserlebens signifikant niedriger sind, als Werte, die während des TSST erhoben werden. Außerdem sind die während des TSST erhobenen Werte prädiktiv für die Veränderungen in der Herzrate und zeitverzögert auch für die HPA-Achsen Reaktion auf den TSST. Es können keine klaren Erkenntnisse aus der bisherigen Forschung gezogen werden, ob das subjektive Stresserleben und die akute Reaktivität von Cortisol, der kardiovaskulären Reaktion und anderen Stressparametern zusammenhängen. Aufgrund der inkonsistenten Ergebnisse bezüglich der Assoziationen zwischen den biologischen Parametern und der subjektiven Einschätzung der Probanden bedarf es weiterer Forschung.

### Habituation
Ebenfalls zu betrachten ist der Effekt von der wiederholten Anwendung des TSSTs bei denselben Probanden. Da den Probanden der Stresstest bereits bekannt ist, könnte sich eine verringerte Stressreaktion zeigen. Probanden, welche an dem TSST bereits teilgenommen haben, sollten daher grundsätzlich aus der Untersuchung ausgeschlossen werden. Eine Studie von Schommer, Hellhammer et al. (2003) liefert Evidenz dafür, dass sowohl Kortisol im Speichel als auch im Plasma, ACTH und die Herzrate eine signifikante Abnahme über mehrere Durchführungen des TSSTs zeigen. Diese Abnahme kann jedoch nicht für die Stressparameter Adrenalin und Noradrenalin des sympathischen Nervensystems beobachtet werden.
Zusammenfassend lässt sich sagen, dass die Habituation an psychosozialen Stress des TSSTs spezifisch für die jeweiligen Antwort-Systeme ist. Auch wenn die Stressantwort der HPA-Achse schnell habituiert, zeigt das sympathische Nervensystem eher ein uniformes Aktivierungsmuster mit wiederholter Exposition von psychosozialem Stress.
Wenn jedoch eine größere Zeitspanne zwischen den Durchführungen des TSSTs liegen, geht die Habituation der HPA-Achse zurück.

## Korrelationen

### Geschlecht
Es zeigen sich konsistente Unterschiede zwischen Männern und Frauen in der Reaktion auf akuten Stress. Bei Männern zeigt sich in Reaktion auf den TSST eine signifikant höhere Kortisol-Antwort. Diese kann bis zu doppelt so hoch ausfallen wie bei Frauen. Zudem unterscheiden sich Frauen und Männer im Ausmaß ihrer Stressreaktion je nach Art des Stressors. Während Männer stärkere Stressreaktionen bei Leistungstests zeigen, reagieren Frauen mit stärkerem Stress auf Tests, die soziale Ablehnung beinhalten.

### Schwangerschaft und Stillzeit
Generell zeigt sich, aufgrund der Corticotropin-Releasing Hormons (CRH)-Produktion durch die Plazenta, im Verlauf der Schwangerschaft ein Anstieg des Cortisol-Spiegels. So steigt der Spiegel des Speichel-Cortisols schwangerer Frauen ab der 25. Schwangerschaftswoche stetig an und erreicht eine, im Vergleich zu nicht schwangeren Frauen bis zu doppelt so hohe Konzentration.
Während bei physischer Stressinduktion mittels des Kaltwassertests bei schwangeren Frauen eine verminderte Cortisol-Reaktion gezeigt werden kann, finden sich nach einer Stressinduktion mittels des TSST keine Unterschiede in der Cortisol-Reaktion zwischen schwangeren und nicht schwangeren Frauen. Jedoch scheint der Zeitraum der Wiederherstellung des Normalniveaus der Cortisol-Konzentration bei schwangeren Frauen verlängert zu sein.
Auch das Stillen hat einen Einfluss auf die Reaktion der HPA-Achse auf einen psychosozialen Stressor. So zeigen stillende Mütter hier nach Durchführung des TSST eine abgeschwächte Cortisol-Reaktion im Vergleich zu nicht stillenden Müttern. Jedoch bezieht sich diese Abschwächung der HPA-Achsen-Reaktion nicht auf den gesamten Zeitraum der Stillzeit, sondern stellt lediglich eine kurzzeitige Folge des Stillens dar.

### Menstruationszyklus und Pille
Die Cortisol-Reaktion infolge eines psychosozialen Stressors (TSST) unterscheidet sich bei Frauen je nach aktueller Phase des Menstruationszyklus. Frauen in der Lutealphase reagieren mit einem höheren, mit Männern vergleichbaren, Anstieg des Speichel-Cortisol-Levels auf einen psychosozialen Stressor. Frauen in der Follikelphase sowie Frauen, die die Pille einnehmen, zeigen hingegen deutlich niedrigere Cortisol-Anstiege.

### Nikotin- und Alkoholkonsum
Während akuter intensiver Nikotinkonsum (2 Zigaretten innerhalb von 10 Minuten) durch die Ausschüttung von CRH zu einer Erhöhung des ACTH- und Cortisolspiegels führt, senkt chronischer Nikotinkonsum die Ansprechbarkeit der HPA-Achse.
Bei regelmäßigen Rauchern zeigt sich entsprechend eine verringerte Stressreaktion, in Form einer geringeren Cortisol-Reaktion auf den TSST.
Bezüglich eines chronischen Alkoholkonsums ist die Studienlage bislang noch weniger konsistent. Während in Studien, die eine pharmakologische Stimulation durch hCRH oder Synacthen (synthetisches ACTH) bei Personen mit chronischem Alkoholkonsum eine verminderte Reaktion der HPA-Achse nachgewiesen werden konnte, sind die Befunde bezüglich des TSST inkonsistent. Einige Studien berichten von verringerten Cortisol-Reaktionen bei alkoholabhängigen im Vergleich zu gesunden Personen. Andere Studien konnten wiederum keine Unterschiede in der Reaktion der HPA-Achse zwischen alkoholabhängigen und gesunden Personen zeigen.

### BMI
Erste Studienergebnisse deuten darauf hin, dass Personen mit Adipositas (Body-Mass-Index (BMI) ≥ 30 kg/m²) eine andere Stressreaktion auf den TSST aufweisen als Personen mit Normalgewicht (BMI ≤ 25 kg/m²). So zeigte sich in einer Studie von Herhaus und Petrowski (2018) zwar eine vergleichbare Reaktivität und Verlauf der Cortisolreaktion, jedoch ein geringeres Cortisol-Level vor, während und nach der Durchführung des TSST. Anzumerken ist jedoch, dass die Ergebnisse variieren und andere Studien eine höhere Cortisol-Reaktivität oder keinen Unterschied zwischen adipösen und nicht-adipösen Personen in ihrer Stressreaktion auf den TSST gefunden haben. Nichtsdestotrotz scheint das Gewicht der Versuchspersonen ein Einflussfaktor zu sein, der in weiteren Studien zum TSST in Betracht gezogen werden sollte.

### Sport
Es gibt Studien, die darauf hinweisen, dass regelmäßige körperliche Aktivität und höhere kardiorespiratorische Fitness zu einer geringeren Stressreaktion führen.
Mücke et al. (2018) zeigen in ihrer Metaanalyse jedoch, dass eine höhere körperliche Aktivität bzw. Fitness lediglich bei 58 % der untersuchten Studien zu einer signifikant schwächeren Stressreaktion der HPA-Achse führt.
Zurzeit sind die Evidenzen unzureichend, um eine Schlussfolgerung bezüglich des Zusammenhangs von Bewegung und Stressreaktivität zu ziehen.

### Kultureller Hintergrund
Eine Metaanalyse von Miller und Kirschbaum (2019) konnte aufzeigen, dass ca. 25 % der Variabilität in den Ergebnissen des TSST auf die systematischen Unterschiede zwischen den Ländern zurückgeführt werden können.
Eingehende Analysen deuten darauf hin, dass die kulturelle Ausrichtung auf angstbezogene Werte mit einer verminderten Cortisol-Stress-Reaktion verbunden ist. Dieser Befund wird gestützt durch Zusammenhänge mit u. a. regional unterschiedlicher Prävalenz von mentalen Störungen, regionaler Ungleichheit des Familieneinkommens und regionaler Unterschiede im Bevölkerungswachstum. Basierend auf diesen Beobachtungen, wird angenommen, dass die Cortisol-Stress-Reaktion die anhaltende Bedrohung in der soziokulturellen Umgebung widerspiegelt, die das Individuum gewohnt ist. Eine bedrohliche Umgebung führt demnach zu einer niedrigeren Cortisol-Stress-Reaktion.

### Genetik
Mithilfe von Zwillingsstudien konnten genetisch bedingte Unterschiede in der Reaktion auf einen psychosozialen Stressor gezeigt werden. Der Anteil des genetisch bedingten Einflusses scheint sich jedoch zwischen den verschiedenen Arten der Stressinduktion zu unterscheiden. Während sich bei hormonell induziertem Stress ein starker genetischer Einfluss auf die Cortisol-Reaktion zeigt, ergibt sich für die Stressinduktion mittels des TSST lediglich ein nicht-signifikanter Trend zur Erblichkeit und für physisch, mittels Fahrradergometer induzierten Stress keinerlei genetischer Einfluss.
In späteren Studien konnte gezeigt werden, dass der genetische Einfluss auf die Stressreaktion kontextabhängig zu sein scheint. Dies wurde mittels der wiederholten Durchführung des TSST (einmal wöchentlich über drei Wochen) an ein- bzw. zweieiigen Zwillingspaaren untersucht. Ein genetischer Einfluss auf die Reaktion der HPA-Achse konnte nach dem zweiten und dritten Durchlauf des TSST, jedoch nur in sehr geringem Ausmaß nach dem ersten, deutlich stärker Stress induzierenden Durchlauf gezeigt werden. Somit kann ein Einfluss der Erblichkeit bezüglich der Reaktion der HPA-Achse auf moderaten, nicht aber auf intensiven psychosozialen Stress gezeigt werden.

### Schlafzyklus
Die HPA-Achse folgt einem bestimmten tageszyklischen Rhythmus, mit mehreren Sekretionsphasen. Unter normalen Bedingungen findet die höchste Cortisolproduktion in den frühen Morgenstunden statt, der Peak findet sich kurz nach dem Aufwachen. Mit zunehmender Tageszeit nimmt der Cortisolspiegel wieder ab, besonders in der ersten Nachthälfte finden sich niedrige Cortisollevel, mit einem Tiefpunkt etwa um Mitternacht.

### Soziale Unterstützung, soziale Hierarchie
Auch hinsichtlich dieses Aspekts zeigen sich Unterschiede zwischen Männern und Frauen. Während eine kurze soziale Unterstützung bei Männern bereits zu einem signifikanten Absinken der Speichel-Kortisol-Reaktion führt, reagieren Frauen auf Unterstützung durch den Partner sogar mit einer leichten Erhöhung des Stresslevels.
Zudem scheint die Position innerhalb der sozialen Hierarchie einen Einfluss auf die Reaktion auf einen psychosozialen Stressor zu haben. So geht eine höhere Position in der sozialen Hierarchie mit einem erhöhten Anstieg des Speichel-Kortisols infolge des TSST einher.

### Persönlichkeit
Zwischen Persönlichkeitsfaktoren und Veränderungen des Speichel-Cortisols infolge eines psychosozialen Stressors konnten bislang keine engen Korrelationen aufgezeigt werden.

## Testvarianten

### TSST-G
Der TSST-G ist eine Gruppenversion des TSST und wurde erstmals in einer Studie von Von Dawans, Kirschbaum und Heinrichs (2011) entwickelt und angewandt. Die Motivation zur Entwicklung des TSST-G war, dass es einen erhöhten Bedarf für die Entwicklung einer Gruppenversion eines psychosozialen Laborstressors in einem randomisierten kontrollierten Studiendesign gab.
Der Ablauf des TSST-G ist ähnlich zur regulären Version des TSST. Er beinhaltet eine Vorbereitungsphase (50 Minuten), eine Aufgabenphase (30 Minuten) sowie eine Erholungs- und Nachbesprechungsphase (60 Minuten). Zunächst müssen Versuchspersonen in der Vorbereitungsphase eine Nummer von 1 bis 6 ziehen. Zudem werden sie angewiesen, nicht miteinander zu kommunizieren, um die Anonymität zu gewährleisten. Die anschließende Aufgabenphase besteht aus (i) einer Vorbereitung auf eine öffentliche Redeaufgabe (ein vorgetäuschtes Bewerbungsgespräch), (ii) die Durchführung der öffentlichen Redeaufgabe sowie (iii) einer seriellen Subtraktionsaufgabe. Wie beim originalen TSST müssen die Versuchspersonen die Aufgaben vor einem trainierten Evaluationsgremium vortragen, das aus einem Mann und einer Frau in weißen Laborkitteln besteht. Den Versuchspersonen wird ebenfalls mitgeteilt, dass eine Videoanalyse ihrer Leistung durchgeführt wird, und dass das Gremium während der Aufgabenphase jederzeit Fragen stellen könnte. Um Blickkontakt und soziale Interaktion zwischen den Versuchspersonen zu unterbinden, werden sie im Raum mit mobilen Trennwänden voneinander getrennt. Das Gremium bittet die Teilnehmer in randomisierter Reihenfolge, mit der Rede zu beginnen. Um Lerneffekten bei der seriellen Subtraktionsaufgabe vorzubeugen, erhält jede Versuchsperson eine eigene Zahl.
Neben dem regulären Protokoll des TSST-G haben Von Dawans und Kollegen (2011) zudem ein Protokoll für eine Kontrollbedingung entworfen. Die Vorbereitungsphase (50 Minuten) und die Erholungs- und Nachbesprechungsphase (60 Minuten) des Kontrollprotokolls gleichen dem regulären Ablauf des TSST-G. Im Rahmen der Aufgabenphase des Kontrollprotokolls (30 Minuten) müssen 6 Versuchspersonen einen populärwissenschaftlichen Text gleichzeitig mit leiser Stimme vorlesen. Im Anschluss müssen sie Zahlenreihen in Schritten von 3, 5, 10 oder 20 mit leiser Stimme aufzählen. Das Gremium trägt im Kontrollprotokoll keine weißen Laborkittel sowie bewertet und beobachtet die Versuchspersonen nicht.

### TSST-C
Bei dem TSST-C handelt es sich um eine angepasste Version für Kinder und Jugendliche zwischen 7 und 16 Jahren, welche von Buske-Kirschbaum und Kollegen (1997) entwickelt wurde. Der TSST-C besteht, wie auch bei der Version für Erwachsene, aus einem Teil der freien Rede und einer Mathematik-Aufgabe. Die Aufgaben sind dem Alter entsprechend angepasst und vereinfacht.
Die freie Rede besteht darin, dass den Kindern der Beginn einer Geschichte erzählt wird und sie diese in einer interessanten und spannenden Art und Weise vervollständigen sollen. Das Ende der Geschichte soll möglichst spannender als das anderer Kinder erzählt werden. Wenn die Kinder das Erzählen der Geschichte vor Ablauf der Zeit unterbrechen, werden sie von dem Gremium freundlich aufgefordert, weiter zu sprechen. Das Gremium verhält sich zugewandter und freundlicher als das der Erwachsenen. Es folgt eine serielle Subtraktionsaufgabe, mit der Ermutigung diese so schnell und korrekt wie möglich zu beenden. Der Schwierigkeitsgrad ist altersgemäß angepasst. Bei einer falschen Antwort muss das Kind von vorn beginnen. Am Ende der Durchführung werden die Kinder darüber aufgeklärt, dass sie nicht wirklich bewertet und mit anderen Probanden verglichen wurden.

### TSST-VR
Der original TSST wurde zu einer virtuellen Version weiterentwickelt (TSST-VR), in der abgesehen von einer kurzen Interaktion mit dem Versuchsleiter auf jegliche Interaktion verzichtet wird. Der TSST findet in einer virtuellen realistischen Umgebung statt, die exakt der Laborumgebung im realen TSST entspricht. Es gibt leichte Abänderungen vom ursprünglichen TSST Protokoll, beispielsweise eine kürzere Vorbereitungszeit von 3 Minuten vor dem Gremium ohne sich Notizen zu machen. Die Versuchspersonen werden aufgefordert, Blickkontakt mit dem virtuellen Gremium zu halten. Um dies zu überprüfen, werden „Eye-Tracking“-Geräte verwendet, die der Versuchsperson Echtzeit-Feedback geben; wenn diese mehr als fünf Sekunden keinen Blickkontakt mit dem Gremium zeigt, wird sie aufgefordert, den Blickkontakt wieder herzustellen.
Zimmer et al. (2018) haben Versuchspersonen einer TSST-VR-Gruppe und einer TSST-in-vivo-Gruppe (TSST-IV) mit einer virtuellen und einer in vivo Kontrollgruppe verglichen. Insgesamt zeigen sich sehr ähnliche Ergebnismuster für den Großteil der subjektiven und physiologischen abhängigen Variablen in beiden TSST-Gruppen. Der virtuelle TSST scheint die HPA-Achse im gleichen Muster wie der in vivo TSST zu aktivieren. Auch das subjektive Stressmaß zeigt, dass sowohl die virtuelle als auch die in vivo Stressbedingung effektiv Stress auslösen. Die virtuelle Version des TSST scheint stressreiche Situation aus der Realität sehr wirksam reflektieren zu können. Eine virtuelle Umgebung hat somit das Potential realistische und komplexe Interaktionen zu simulieren und vergleichbare subjektive und objektive Stressreaktionen hervorzurufen. Für zukünftige Studien wäre es interessant, den Einfluss der Anwesenheit des Versuchsleiters auf die Immersion und Präsenz in der virtuellen Realität zu untersuchen.

### Placebo-TSST
Der Placebo-TSST wurde als vereinfachte Kontrollbedingung für den TSST entwickelt. Bei diesem Test ist die körperliche und geistige Beanspruchung (Sprach- und Matheaufgabe) dem TSST ähnlich, es fehlt aber die Stress verursachende negative soziale Bewertungskomponente.
Der Teilnehmer wird zunächst gebeten, fünf Minuten lang laut über einen Film, einen Roman oder eine kürzliche Urlaubsreise zu sprechen. Anschließend wird der Teilnehmer aufgefordert, mit der Addition der Zahl 15, beginnend bei 0, zu beginnen.
Während der Placebo-Behandlung zeigten die Versuchspersonen im Gegensatz zum TSST abnehmende Cortisolspiegel. Die fehlende HPA-Reaktion in der Kontrollbedingung spiegelte die Tatsache wider, dass die effektive Komponente des TSST, d. h. die unkontrollierbare, sozial evaluierende Bedrohung, in der Placebo-Version erfolgreich eliminiert wurde. Die Ergebnisse für sAA (Speichel Alpha-Amylase) waren den Ergebnissen für Cortisol ähnlich. Während die Kontrollgruppe nur einen geringen Anstieg der sAA-Aktivität zeigte, zeigten die gestressten Versuchspersonen die erwartete Erhöhung der sAA-Aktivität.

### f-TSST
Beim „friendly TSST“ (f-TSST) handelt es sich um eine Kontrollbedingung, in der eine freundliche Version des TSST durchgeführt wird, wobei die Struktur und die kognitiven Anforderungen vergleichbar zu der originalen Version sind. Anders als der Placebo-TSST beinhaltet der f-TSST genau wie der TSST eine soziale Interaktion mit einem Komitee. Den Versuchspersonen wird von Beginn an gesagt, dass sie sich in einer Kontrollbedingung befinden, hier trägt das Komiteemitglied keinen weißen Kittel und wird dem Proband als Labormitarbeiter vorgestellt. Nach den fünf Minuten Vorbereitungszeit spricht der Proband vor nur einem Komiteemitglied acht Minuten frei über sein Leben und Karriere. Das Komiteemitglied reagiert freundlich, lächelt, nickt und lässt keine unangenehmen Pausen entstehen, indem Nachfragen gestellt werden. In der anschließenden Aufgabe soll die Versuchsperson 30 Wörter laut vorlesen. Der gesamte Vortrag wird anders als beim TSST nicht per Videokamera aufgezeichnet.
Die Kortisolkonzentration erhöht sich anders als in der TSST-Gruppe für Probanden der f-TSST-Gruppe nicht, auch beim negativen Affekt kommt es zu keinem Anstieg. In beiden Gruppen zeigt sich jedoch ein rapider Anstieg der Alpha-Amylase, gefolgt von einer anschließenden schnellen Abnahme. Wiemers et al. (2013) erklären dies durch das dennoch aufmerksame Komiteemitglied in der f-TSST-Gruppe, sowie die körperlichen Anforderungen der Aufgabe (Sprechen und aufrechtes Stehen). Die Anwesenheit eines aufmerksamen, jedoch nicht bedrohlichen und bewertenden Komitee führt somit nicht zu einer Reaktion der HPA-Achse und eignet sich daher als Kontrollgruppe für den TSST.

### e-TSST
Der e-TSST ist eine elektronische Version des TSST, zu der auch eine Kontrollbedingung (e-Neutral) entwickelt wurde. Der Ablauf entspricht dem des originalen TSST, abgesehen von dem Aufgaben-Teil. Versuchspersonen, die der e-TSST-Gruppe zugeteilt werden, müssen innerhalb dieser eine Rede vorbereiten, warum sie für einen bestimmten Job am geeignetsten sind. Diese sollen sie dann vor einem live, auf einem TV-Bildschirm an der Wand, zugeschalteten Gremium vortragen. Das Gremium wird den Versuchspersonen als eine Gruppe von Personal-Managern vorgestellt, die aus zwei Frauen und einem Mann besteht. Während der Rede sitzt der Versuchsleiter hinter der Versuchsperson und steuert das e-TSST-Programm über eine Maus. Er wählt die Reaktionen des Gremiums passend zu dem Verhalten der Versuchsperson aus. Nach der Stressaufgabe folgt, ebenso wie im original TSST, eine fünfminütige Rechenaufgabe.
Die Versuchspersonen, die der e-Neutral-Gruppe zugewiesen wurden, müssen in dem Aufgaben-Teil der Untersuchung für 15 Minuten ein virtuelles Aquarium auf einem TV-Bildschirm anschauen.

### TSST-OA
Der TSST-OA ist eine Online-Version des TSSTs für Erwachsene (Abkürzung: online, adult). Die Aufgabenstellung folgt dabei der des originalen TSST, jedoch wird das Experiment über Videotelefonie abgehalten. Zur Erfassung der Stressreaktivität der HPA-Achse werden die Studienmaterialien (z. B. Salivetten) vorab postalisch an die Teilnehmenden verschickt. Diese werden von einem Versuchsleitenden durch die Sitzung geführt. Der Sprechteil des TSST (Interview und Mathematikaufgabe) findet in einer Breakout-Session zusammen mit dem Gremium statt. Nach Beendigung der Sitzung werden die Studienmaterialien per Post zurückgeschickt.

## Erkrankungen

### Chronische Erkrankungen

#### Fibromyalgie
Einige Forschungsarbeiten beschäftigen sich mit der Rolle von Stress, speziell mit eventueller Dysfunktion der Stressreaktion auf dem Level der HPA-Achse, bei FSS (functional somatic syndromes). Beispielsweise wurde im Zusammenhang mit Fibromyalgie (FM) eine abgestumpfte Speichelcortisolreaktion auf den TSST bei betroffenen Frauen gefunden, während das subjektive Stresslevel deutlich erhöht war. Die Studie kontrollierte den Einfluss von Widrigkeiten in der Kindheit der Teilnehmerinnen. Die Ergebnisse stehen im Kontrast zu anderen Studien, die keine Unterschiede in der Speichelcortisolreaktion auf den TSST zwischen FM-Patienten und einer gesunden Kontrollgruppe fanden.

#### Chronisches Fatigue-Syndrom
Beeinträchtigungen der Stressregulation werden auch beim Chronischen Fatigue-Syndrom als möglicher Faktor in Entwicklung und Verlauf der Krankheit diskutiert. In diesem Zusammenhang fanden Studien zur Reaktion von CFS-Patienten auf den TSST keine Unterschiede zu einer gesunden Kontrollgruppe in den Cortisolwerten. Die ACTH-Reaktion war jedoch in CFS-Patienten signifikant reduziert.

#### Reizdarmsyndrom
Auch zum Reizdarmsyndrom (Irritable Bowel Syndrome IBS) gibt es einige Studien, die Unterschiede in der Stressreaktivität mittels des TSST getestet haben.

#### Schuppenflechte
Psoriasis, auch Schuppenflechte, ist eine hauptsächlich durch T-Helferzellen – Typ 1 vermittelte chronisch entzündliche Hauterkrankung.
Untersuchungen von Buske-Kirschbaum et al. (2007) zeigten wie akuter Stress, induziert durch den TSST, sich auf pathologisch relevante Immunfunktionen bei Psoriasis-Patienten auswirkt. Hier stellte man fest, dass die Monozytenzahl bei PSO-Patienten signifikant höher war als bei der Kontrollgruppe. Die Ergebnisse der Studie deuteten insgesamt darauf hin, dass akuter psychosozialer Stress mit Veränderungen der Immunfunktionen verbunden ist, die bekanntermaßen an der PSO beteiligt sind, was eine mögliche Erklärung dafür sein könnte, wie Stress einen Psoriasisausbruch auslösen kann.

### Psychische Krankheiten

#### Soziale Phobie
Zu den Stressreaktionen von Patienten mit einer Sozialen Phobie (SP) gibt es uneindeutige Befunde. Manche Studien zeigen, dass sich signifikante Unterschiede im Speichelkortisol, im Plasmakortisol, in der sAA und in der Herzrate zwischen Patienten mit einer SP und einer gesunden Kontrollgruppe zeigen, wohingegen andere Studien keine signifikanten Unterschiede finden. Diese uneinheitlichen Ergebnisse können auf verschiedene Ursachen zurückgeführt werden, beispielsweise auf unterschiedliche und oft unstandardisiert verwendete Stressoren, die die Vergleichbarkeit der Studien enorm erschweren.
Klumbies et al.(2014) zeigen in ihrer Studie, dass sich die physiologischen Stressreaktionen für Patienten mit einer SP nicht von denen einer gesunden Kontrollgruppe unterscheiden, obwohl sich signifikante Unterschiede im subjektiv wahrgenommenen Stress zeigen. Dieser Befund ist jedoch nur ein Exemplar der diversen Forschungsergebnisse, aufgrund derer sich derzeit noch keine eindeutigen Aussagen über die Stressreaktionen bei Patienten mit einer SP treffen lassen.
Eine Studie von Krämer et al. (2019) zeigt den Vergleich von Kindern mit einer frühen Sozialen Phobie und einer gesunden Kontrollgruppe auf. Die Gruppe der Kinder mit einer Sozialen Phobie zeigt generell ein höheres subjektives Stressempfinden, verbunden mit einer, auf den TSST folgenden, höheren Reaktivität und einer schnelleren Erholung als die Kontrollgruppe. Zudem erreichen die Kinder mit Sozialer Phobie höhere Herzraten-Niveaus. Die beiden Gruppen unterscheiden sich nicht signifikant in Bezug auf die sAA und die Cortisolreaktion.

#### Depressionen
Eine Meta-Analyse von Ciufolini et al. (2014) zeigte, dass Personen mit Depression ein vergleichbares Aktivierungsmuster der HPA-Achse zu gesunden Vergleichspersonen in Reaktion auf den TSST aufwiesen. Jedoch fanden sich innerhalb der Gruppe von Personen mit Depression Unterschiede, so zeigten diejenigen mit einem hohen Cortisol-Level in der Antizipationsphase eine deutlich höhere Cortisol-Ausschüttung in Reaktion auf den TSST, als solche, die in der Antizipationsphase ein niedriges Cortisol-Level aufwiesen. Generell zeigen Personen mit Depressionen im Alltag ein erhöhtes Cortisol-Level. Laut den Autoren könnte dies ein Hinweis auf ein beeinträchtigtes negatives Feedback durch Cortisol sein.
Bezüglich Personen mit chronischer Depression zeigen sich Geschlechterunterschiede. So zeigen Frauen, die unter einer chronischen Depression leiden, wie im vorherigen Absatz beschrieben, in Reaktion auf den TSST zwar ein vergleichbares Aktivierungsmuster der HPA-Achse, jedoch ausgehend von einer bereits zu Beginn erhöhten Cortisol-Konzentration. Hieraus ergibt sich im Gesamtverlauf ein signifikant höheres Cortisol-Level als bei Frauen der Kontrollbedingung. Bei Männern finden sich diese Unterschiede nicht. Stattdessen zeigt sich bei Männern mit chronischer Depression ein abgeschwächter Cortisol-Anstieg in Folge des TSST als bei Männern der Kontrollgruppe.

#### Schizophrenie
In einer 2014 veröffentlichten Meta-Analyse zeigte die Zusammenfassung von Studienergebnissen, dass Personen mit einer Diagnose von Schizophrenie ein niedrigeres Cortisol-Level in der Antizipationsphase und während der Durchführung des TSSTs im Vergleich zu einer gesunden Kontrollgruppe aufzuweisen scheinen. Die Autoren und Autorinnen interpretieren diesen Befund als einen möglichen Hinweis auf eine beeinträchtigte HPA-Achsen-Aktivierung bei Personen mit Schizophrenie.

## Zukünftige Forschung

### Studienprotokoll
Generell kann gesagt werden, dass weitere Forschung nötig ist bezüglich der Auswirkungen von Variationen des Studienprotokolls auf die erzeugte Stressreaktion. Vor allem mit Hinblick auf die Zumutbarkeit für die Studienteilnehmer. So wies eine Studie von Goodman und Kollegen 2017 darauf hin, dass eine Akklimatisierungsphase von 15–30 Minuten ausreichend zu sein scheint. Zudem scheint auch eine Reduktion der Vorbereitungszeit möglich zu sein, ohne die Stressreaktion zu beeinflussen. Auch wurden Einflüsse der Eigenschaften des Gremiums, wie beispielsweise ihr kultureller Hintergrund, bisher nicht untersucht und sollten in der zukünftigen Forschung fokussiert werden.

### Stressmechanismen
Die neurobiologischen Prozesse, die an der Reaktion des TSST bei Gesundheit und Krankheit beteiligt sind, hängen stark von den Auswirkungen der Umwelt über das Leben hinweg ab und werden von einer Vielzahl an anderen Faktoren beeinflusst. Beispielsweise wird eine potenzielle Reaktion des Darmmikrobioms unterschätzt. Da es Evidenz für Veränderungen in der Zusammensetzung der Darmmikrobiota bei stressbezogenen Störungen wie Depressionen und dem Reizdarmsyndrom gibt, ist es interessant, zu erforschen, ob verschiedene mikrobielle Zusammensetzungen innerhalb von Personen prädiktiv für eine veränderte Reaktivität auf den TSST sein könnten.

## Limitationen
Der Geltungsbereich des TSST ist darauf beschränkt, eine bestimmte Art von Bedrohung hervorzurufen, nämlich eine sozial-evaluative Bedrohung.
Zudem ist der TSST nicht geeignet für wiederholte Messdesigns: Die HPA-Achse hat sich als hochempfindlich gegenüber den Auswirkungen wiederholter Stimulation mit TSST erwiesen und reagiert mit Habituation.